# Praag 3
Praag 3 (officieel Gemeentelijk district Praag 3, Městská čast Praha 3) is een gemeentelijk district van de Tsjechische hoofdstad Praag. Het district valt samen met het administratieve district (správní obvod) met dezelfde naam. Praag 3 bestaat uit het grootste deel van de wijk Žižkov, samen met delen van Vinohrady, Vysočany en Strašnice. Sinds de oprichting van het district in het jaar 1960 is Praag 3 hetzelfde gebleven.
Twee van de meest bekende objecten van Praag zijn gevestigd in Praag 3. Het Nationaal Monument, een reusachtig standbeeld van Jan Žižka, staat in het district. Daarnaast staat de 216 meter hoge Žižkov Televisietoren in de Praag 3-wijk Žižkov. Deze toren is het hoogste gebouw van Praag.
Praag 3 grenst in het noorden aan Praag 8, in het noordoosten aan Praag 9, in het zuiden aan Praag 10 en in het westen aan Praag 2.
Praag 1 · Praag 2 · Praag 3 · Praag 4 · Praag-Kunratice · Praag 5 · Praag-Slivenec · Praag 6 · Praag-Lysolaje · Praag-Nebušice · Praag-Přední Kopanina · Praag-Suchdol · Praag 7 · Praag-Troja · Praag 8 · Praag-Březiněves · Praag-Ďáblice · Praag-Dolní Chabry · Praag 9 · Praag 10 · Praag 11 · Praag-Křeslice · Praag-Šeberov · Praag-Újezd · Praag 12 · Praag-Libuš · Praag 13 · Praag-Řeporyje · Praag 14 · Praag-Dolní Počernice · Praag 15 · Praag-Dolní Měcholupy · Praag-Dubeč · Praag-Petrovice · Praag-Štěrboholy · Praag 16-Radotín · Praag-Lipence · Praag-Lochkov · Praag-Velká Chuchle · Praag-Zbraslav · Praag 17-Řepy · Praag-Zličín · Praag 18-Letňany · Praag 19-Kbely · Praag-Čakovice · Praag-Satalice · Praag-Vinoř · Praag 20-Horní Počernice · Praag 21-Újezd nad Lesy · Praag-Běchovice · Praag-Klánovice · Praag-Koloděje · Praag 22-Uhříněves · Praag-Benice · Praag-Kolovraty · Praag-Královice · Praag-Nedvězí